# TIM-online
TIM-online (Topographisches Informationsmanagement) ist ein Internetangebot des Landes Nordrhein-Westfalen, um amtliche Karten und sonstige amtlichen Daten bereitzustellen. Betreiber des Dienstes ist die Abteilung 7 – Geobasis NRW der Bezirksregierung Köln.
Zum Datenangebot zählen Topografische Karten, Digitales Geländemodell (DGM), Orthofotos (Luftbilder), Karten mit Verwaltungsgrenzen, Liegenschaftskataster, historische Karten.
Seit Oktober 2017 wird eine neue Benutzeroberfläche TIM-online 2.0 angeboten.